# 爱因斯坦环形山

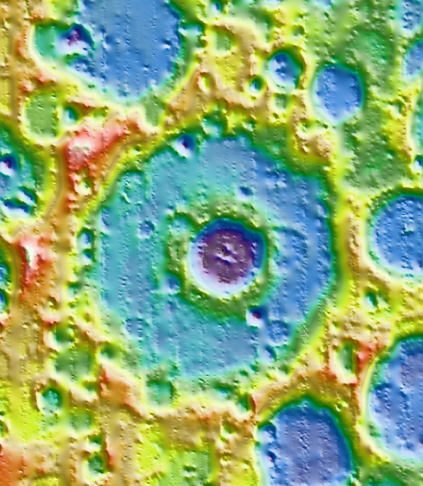
地形图. 红色为高地区，蓝色为低地区。

爱因斯坦环形山(Einstein)是月球正面西侧边缘一座巨大的撞击坑，直径181.47公里，中心月面坐标16°36′N 88°39′W / 16.60°N 88.65°W。其可视性高度依赖于月球的摄动，但即便如此，除了从轨道观察外，它的更多细节在地球上难以看清。

## 探索和命名
该环形山的发现者难以确定，流传最广的是帕特里克·穆尔于1939年所发现的说法可能有误。二十世纪中期，威尔士工程师兼业余天文学家"休·珀西·威尔金斯"(Hugh Percy Wilkins)以十七世纪西班牙天主教经院哲学家、传教士、数学家及文学家"胡安·德·卡拉慕夷·罗布科维奇"(Juan Caramuel y Lobkowitz)之名命名它为"卡拉慕夷"，并以该非正式名称使用了一段时间，但该名称(几乎所有威尔金斯命名的其他名称)并未被国际天文联合会采纳。1963年英国天文学家尤恩·阿代尔·惠特克和"大卫·亚瑟"(D.W.G. Arthur)以犹太裔理论物理学家阿尔伯特·爱因斯坦之名命名它为"爱因斯坦环形山"，1964该名称被国际天文联合会批准接受。威尔金斯的月图也有一座叫爱因斯坦的撞击坑，但它是一座不太引人注目的陨石坑-"辛普路斯 D"(simpelius D)。

## 描述
爱因斯坦环形山位于风暴洋西侧200公里处，北面接近莫塞莱环形山，东南与道尔顿陨石坑、瓦斯科·达伽马环形山及玻尔陨石坑相毗邻，南面横亘着80公里的玻尔月谷。
爱因斯坦环形山是一座古老的撞击坑，形成于前酒海纪代。在此后，在该区域形成了很多更小的撞击坑，其中最大的一座是位于环形山中间，产生于晚雨海世的"爱因斯坦 A"。很显然，它的出现摧毁了爱因斯坦环形山的中央峰。卫星坑"爱因斯坦 A"直径0公里，内壁带有阶地结构和中央峰的撞击坑，其外壁圈占了环形山内约一半直径的面积。爱因斯坦环形山深度3.032公里，坑壁较周边地区高出1.88公里，坑底表面也散布着数座更小的陨坑，西南地表相对平坦；坑内西侧有二座底部有裂缝的陨坑，据认为它们都是南面东海大撞击发生时形成的次生坑。

## 卫星陨石坑
按惯例，最靠近爱因斯坦环形山的卫星坑在月图上以字母标注在该坑中心点的旁边。
| 爱因斯坦 | 月面坐标                          | 直径, 公里 |
| -------- | --------------------------------- | ---------- |
| A        | 16°41′N 88°15′W / 16.69°N 88.25°W | 50         |
| R        | 13°50′N 91°53′W / 13.83°N 91.88°W | 20         |
| S        | 15°06′N 91°40′W / 15.10°N 91.67°W | 20         |

## 另请参阅
- 小行星 2001 爱因斯坦

## 资料来源
- Longshaw N. P. Grego , 编.  (PDF). The British Astronomical Association Lunar Section Circular. June 2014, 51 (6): 10–12. （原始内容 (PDF)存档于December 14, 2014）.
- Allen D. A.; Andrews C. J. . Journal of the British Astronomical Association. May 1969, 79: 288–290  [2016-06-07]. Bibcode:1969JBAA...79..288A. （原始内容存档于2019-03-25）.
- Andersson, L. E.; Whitaker, E. A. . NASA RP-1097. 1982.
- Bussey, B.; Spudis, P. . New York: Cambridge University Press. 2004. ISBN 978-0-521-81528-4.
- Cocks, Elijah E.; Cocks, Josiah C. . Tudor Publishers. 1995. ISBN 978-0-936389-27-1.
- McDowell, Jonathan. . Jonathan's Space Report. July 15, 2007  [2007-10-24]. （原始内容存档于2018-12-25）.
- Menzel, D. H.; Minnaert, M.; Levin, B.; Dollfus, A.; Bell, B. . Space Science Reviews. 1971, 12 (2): 136–186. Bibcode:1971SSRv...12..136M. doi:10.1007/BF00171763.
- Moore, Patrick. . Sterling Publishing Co. 2001. ISBN 978-0-304-35469-6.
- Price, Fred W. . Cambridge University Press. 1988. ISBN 978-0-521-33500-3.
- Rükl, Antonín. . Kalmbach Books. 1990. ISBN 978-0-913135-17-4.
- Webb, Rev. T. W.  6th revised. Dover. 1962. ISBN 978-0-486-20917-3.
- Whitaker, Ewen A. . Cambridge University Press. 2003. ISBN 978-0-521-54414-6.
- Wlasuk, Peter T. . Springer. 2000. ISBN 978-1-85233-193-1.